# SHADE〜夏の翳り〜
「SHADE〜夏の翳り〜」（シェイド なつのかげり）は、日本のシンガーソングライターである杉山清貴の楽曲。表題曲は、日本航空のCMソングとしてオンエアされ、1987年8月26日にVAPのEmbarkレーベルから4枚目のシングルとしてリリースされた。
プロデューサーは杉山、エグゼクティブ・プロデューサーは藤田浩一と遠藤勝彦、北村篤識が担当した。表題曲は、オリジナル・アルバム『kona weather』（1987年）の先行シングルとして発表されたが、今作では「スペシャルリミックスバージョン」として収録されている。なお「スペシャルリミックスバージョン」は、ベスト・アルバム『summer selections』（1990年）にてアルバム初収録となった。

## リリース
1987年8月26日にVAPのEmbarkレーベルから、12インチシングルとマキシシングルの2形態でリリースされ、カップリング曲に前作「水の中のAnswer」（1987年）のロングバージョンに加え、アルバム『Beyond...』（1986年）の収録曲である「long time a go」の英語バージョンの「ANGEL EYES」が収録されている。

## チャート成績
2作連続でオリコンチャート1位を獲得した。1987年9月度のオリコン月間シングルチャート第1位も獲得した。

## 収録曲
| 全作曲: 杉山清貴。 |                                                       |                |            |                                           |      |
| #                  | タイトル                                              | 作詞           | 作曲・編曲 | 編曲                                      | 時間 |
| 1.                 | 「SHADE〜夏の翳り〜」(スペシャルリミックスバージョン) | 青木久美子     | 杉山清貴   | 佐藤準                                    | 6:17 |
| 2.                 | 「水の中のAnswer」(ロングバージョン)                  | 売野雅勇       | 杉山清貴   | - 松下誠 - コーラスアレンジ: 小室和之     | 5:14 |
| 3.                 | 「ANGEL EYES」                                        | Linda Hennrick | 杉山清貴   | - 松下誠 - コーラスアレンジ: 木戸やすひろ | 4:12 |
| 合計時間:          | 合計時間:                                             | 合計時間:      | 合計時間:  | 15:43                                     |      |

## リリース履歴
| No. | 日付          | レーベル     | 規格           | 規格品番 | 備考 |
| --- | ------------- | ------------ | -------------- | -------- | ---- |
| 1   | 1987年8月26日 | VAP / Embark | 12'Single      | 30213-13 |      |
| 1   | 1987年8月26日 | VAP / Embark | マキシシングル | 82001-16 |      |

## タイアップ
| # | 曲名                                                   | タイアップ        | 出典 |
| - | ------------------------------------------------------ | ----------------- | ---- |
| 1 | 「SHADE〜夏の翳り〜 (スペシャルリミックスバージョン)」 | 日本航空 CMソング |      |